# Emil Strauss
Emil Strauss (em alemão:  Emil Strauß; Pforzheim, 31 de janeiro de 1866 - Freiburg im Breisgau, 10 de agosto de 1960) foi um escritor  alemão. Estudou filosofia e germanística em Friburgo, Lausanne e Berlim.
Os seus romances e novelas sobre os problemas do indivíduo à procura de valores autênticos que lhe permitam justificar a sua existência, aprsentam traços do realismo do século XIX e do neo-romantismo.

## Obras selecionadas
- Menschenwege, 1896
- Don Pedro, Drama, 1899
- Der Engelwirt. Eine Schwabengeschichte, 1901
- Freund Hein. Eine Lebensgeschichte, 1902
- Hochzeit, Drama, 1908
- Hans und Grete, Novellen, 1909
- Der nackte Mann, Roman, 1912
- Der Spiegel, Roman, 1919
- Vaterland, Drama, 1923
- Der Schleier, Geschichten, 1931
- Das Riesenspielzeug, Roman, 1934
- Lebenstanz, Roman, 1940